# Vasco Guedes de Vasconcelos
Vasco Guedes de Vasconcelos (Lamego, 1 de Junho de 1880 - Lisboa, 22 de Dezembro de 1960)  Ministro das Colónias de 26 de Junho a 19 de Julho de 1920 no governo de António Maria da Silva. Foi nomeado Ministro da Justiça no governo de Manuel Maria Coelho, mas só exerceu este cargo no governo de Maia Pinto de 5 de Dezembro a 16 de Dezembro de 1921.
Formou-se em Direito pela Faculdade de Direito da Universidade de Coimbra, e foi o representante do Banco Industrial Português em São Tomé. Fez parte Partido Republicano Evolucionista e do Partido Popular, sendo eleito deputado por Lamego entre 1919-1922.
Encontra-se colaboração da sua autoria no jornal A republica portugueza. (1910-1911)